# 布令弁護士
布令弁護士（ふれいべんごし）は、復帰前の沖縄において、司法試験に合格せず、米国民政府の布告（米国民政府布告第12号）などによって資格を取った弁護士のことである。

## 概要
第二次世界大戦後、米国民政府が「琉球民裁判所」や「米国民政府裁判所」を沖縄に設置。米国民政府は、日本の司法試験（戦前の高等文官試験司法科）の合格者の他に合格しなくても弁護士になれるよう、下記注釈 のような規定を設けた。しかし、軍政副長官などによって特別に任用されて判検事を5年以上経験した人、琉球政府法務局職員や弁護士事務所事務員で勤続2年以上経験した者、高学卒業程度でも受験可能とされている法曹資格のための試験の合格者などが米国民政府から与えられた事例もあり、他資格（行政書士等）と比較しても資格取得が安易であった。
1970年（昭和45年）に国会で沖縄の弁護士資格者等に対する本邦の弁護士資格等の付与に関する特別措置法（昭和45年法律第33号）が制定され、弁護士資格が維持された。沖縄復帰前に正式に司法試験に合格していない布令弁護士は151名いた。沖縄復帰前に法務省の司法試験管理委員会（現在の司法試験委員会）によって、司法試験よりも安易な筆記試験という形で選考が実施されたが、モンテスキューの法の精神にうたわれた三権分立さえ回答できない者もいた。この法律に基づく選考に合格した者は日本全国での弁護士資格が認められ、選考に合格しなくても復帰後も沖縄県内に限り「沖縄弁護士」の名称を用いての弁護士業務が認められた。